# Arachniodes nipponica
Arachniodes nipponica là một loài thực vật có mạch trong họ Dryopteridaceae. Loài này được (Rosenst.) Ohwi miêu tả khoa học đầu tiên năm 1962.